# Leonel Hernández
Leonel Hernández   (Cartago, 3 d'octubre de 1943) fou un futbolista costa-riqueny de la dècada de 1960.
Fou 35 cops internacional amb la selecció de Costa Rica.
Pel que fa a clubs, destacà a Cartaginés.